# William Lassell
William Lassell (Bolton, 18 giugno 1799 – Maidenhead, 5 ottobre 1880) è stato un astronomo e ottico inglese.
Fece fortuna come fabbricante di birra, e ciò gli permise di coltivare il suo interesse per l'astronomia.
Vicino a Liverpool costruì un osservatorio dotato di un telescopio riflettore da 60 cm, che vantava una pionieristica montatura equatoriale per facilitare l'inseguimento degli oggetti in base alla rotazione terrestre. Preparò e levigò lui stesso lo specchio, usando attrezzature autocostruite.
Nel 1846 scoprì Tritone, la più grande luna di Nettuno, poco tempo dopo la scoperta dello stesso Nettuno.
Nel 1848 co-scoprì indipendentemente Iperione, una luna di Saturno.
Nel 1851 scoprì Ariel e Umbriel, due nuove lune di Urano.
Quando la regina Vittoria visitò Liverpool nel 1851, Lassell fu l'unico residente che richiese esplicitamente di incontrare.
Nel 1855, costruì un telescopio da 121 cm che installò a Malta, per via delle migliori condizioni climatiche rispetto alla Gran Bretagna.
Nel 1849 vinse la Medaglia d'Oro della Royal Astronomical Society, e fu presidente della Royal Astronomical Society per due anni a partire dal 1870.
Alla sua morte lasciò un patrimonio di 80 000 sterline, l'equivalente di una fortuna multi-milionaria dei giorni nostri.
In suo onore sono chiamati alcuni crateri su Marte e sulla Luna, un anello di Nettuno e un asteroide, 2636 Lassell.